# Petra Nardelli
Petra Nardelli (* 10. April 1996 in Bozen) ist eine italienische Sprinterin, die sich auf den 400-Meter-Lauf spezialisiert hat.

## Sportliche Laufbahn
Erste internationale Erfahrungen sammelte Petra Nardelli bei den World Athletics Relays 2021 in Chorzów, bei denen sie in 3:32,69 min den fünften Platz mit der italienischen 4-mal-400-Meter-Staffel belegte. Anschließend nahm sie mit der Staffel an den Olympischen Sommerspielen in Tokio teil und schied dort mit 3:27,74 min im Vorlauf aus.

## Persönliche Bestzeiten
- 400 Meter: 53,19 s, 5. Juni 2021 in Bozen
  - 400 Meter (Halle): 54,02 s, 20. Februar 2021 in Ancona